# Plenty, Tasmanien
Plenty är en ort i Australien. Den ligger i kommunen Derwent Valley och delstaten Tasmanien, i den sydöstra delen av landet, omkring 34 kilometer nordväst om delstatshuvudstaden Hobart. Antalet invånare är 163.
Runt Plenty är det ganska tätbefolkat, med 70 invånare per kvadratkilometer.. Närmaste större samhälle är New Norfolk, nära Plenty. 
I omgivningarna runt Plenty växer i huvudsak städsegrön lövskog. Genomsnittlig årsnederbörd är 697 millimeter. Den regnigaste månaden är juli, med i genomsnitt 78 mm nederbörd, och den torraste är februari, med 41 mm nederbörd.